# Hippoglossina montemaris
Hippoglossina montemaris är en fiskart som beskrevs av De Buen, 1961. Hippoglossina montemaris ingår i släktet Hippoglossina och familjen Paralichthyidae. Inga underarter finns listade i Catalogue of Life.